# Групиране на попаденията
|                                                                                           |  |  |
| Вляво: Висока точност, но ниска групировка. Вдясно – Висока групировка, но ниска точност. |  |  |

Групиране на попаденията на оръжието (също групиране, групировка, кучност на попаденията) – свойство на оръжието да групира точките на паденията (разривите) на снарядите (ракети, куршуми и др.) на някаква ограничена площ. Един от основните показатели за качествата на оръжията.
Определението Групиране може да се формулира по различен начин, в зависимост от областта на използване и начина на използване. Даденият термин широко се използва в стрелковото оръжие, бойната авиация, артилерията и метателното оръжие. Също е използван за описване на свойствата на боеприпасите.

## Различия в понятията
При стрелковото оръжие групиране на стрелбата – е способността на оръжието да поразява цели при единична и автоматична стрелба, като главният критерии при това е не точността на оръжието, а съвкупното разстояние между всяко последващо попадение в мишената. Колкото по-малко е то, толкова по-голямо е групирането на стрелбата. Следва да се отбележи, че тази оценка е особено обективна за оръжието, което е на стойка, при това не е напълно достоверна при водене на стрелба от стрелец, и затова може да се оценява само средностатистически. С цел отстраняване на човешкия фактор се използва стрелбата от стойка – масивен държач, който не позволява на оръжието да се премества по време на изстрела.
При бойната авиация и артилерията групирането на стрелбата определението е съвкупно и подобно на това, което се използва към стрелковото оръжие, но при това се отчитат и свойствата на боеприпаса.
При метателното оръжие групирането е способност на метателното оръжие да групира точките на попаденията при стрелба на еднакви позиции на прицела.
Като свойства на боеприпаса групирането е способност да се порази определен участък от полигона с единица или група боеприпаси с наличие на различни способи за поразяване: осколки, шрапнели, касетъчни боеприпаси и т.н.
При този способ основен критерии на оценката е разстоянието на разхвърлянето на снарядите и техните отделни части относително точката на попадение и тяхното равно отстояние от нея, а също и плътността на покритие с поразяващи елементи на периметъра.

## Качество на оръжието
Групирането на попаденията от стрелбата е двойствен термин. От една страна, при предпоставка, че оръжието работи идеално, това е показател за качество за работата на стрелеца. Даже при изместен прицел добрия стрелец ще демонстрира добро групиране. От друга страна – то характеризира качеството на самото оръжие. Свойството на оръжието да групира точките на попаденията на куршумите, снарядите, ракетите, и тем подобни в една точка при стрелба с еднакъв прицел е групировката. Колкото са по-групирани резултатите спрямо центъра, толкова по-голямо е групирането на стрелбата.
Оръжие, което няма групирана стрелба от стойка, по принцип е невъзможно да се пристреля. Т.е. снайперската винтовка с добро групиране, непопадаща в 5 cm кръг на разстояние 100 m е възможно да се юстира, а ловната пушка 12 калибър с кръгъл куршум в аналогична ситуация никога няма уверено да поразява мишената.